# En midsommarnattsdröm (opera)

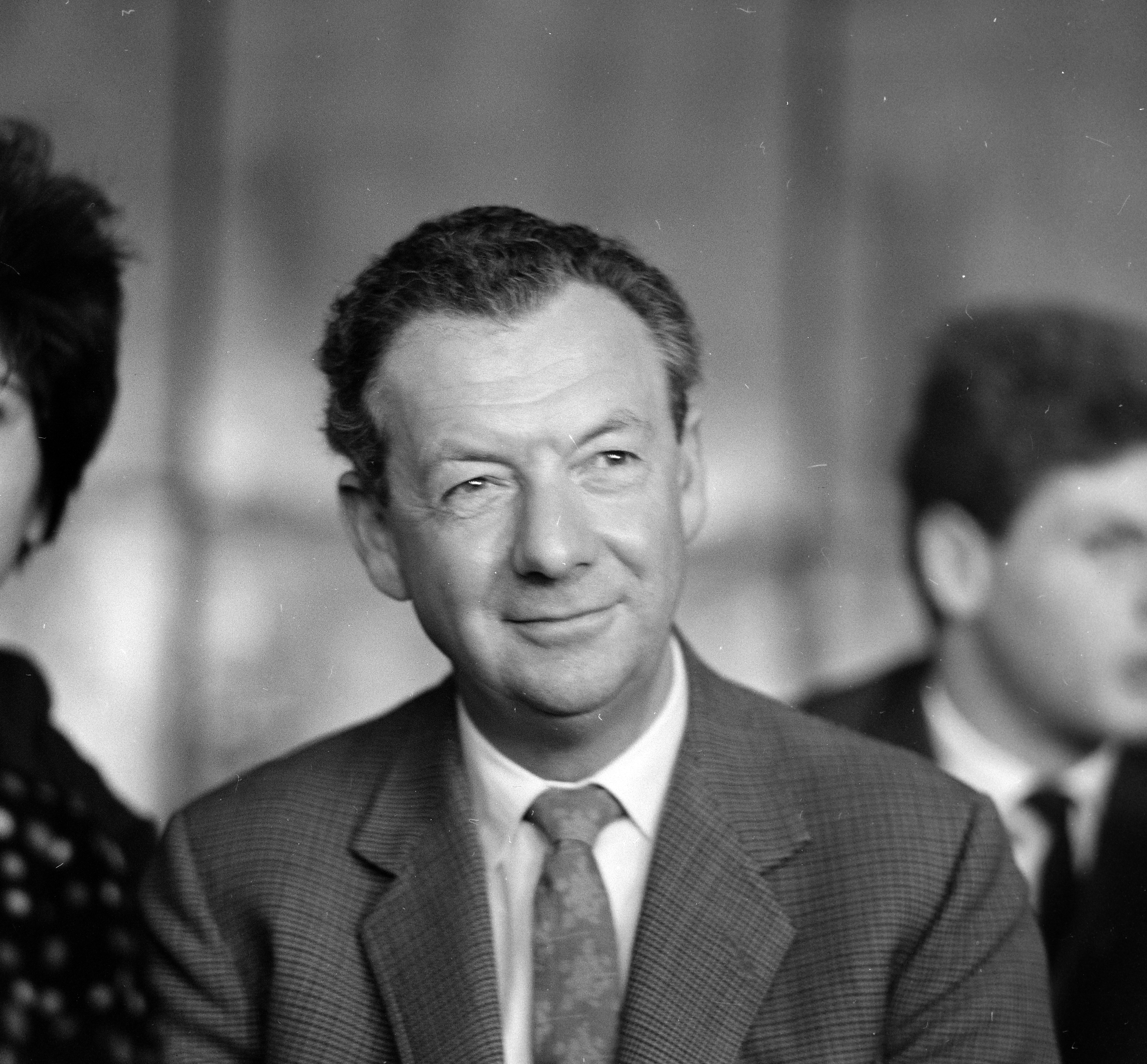
Benjamin Britten

En midsommarnattsdröm (A Midsummer Night's Dream) är en engelsk opera i tre akter med musik av den brittiske kompositören Benjamin Britten. Librettot skrevs av Britten och hans livspartner, sångaren Peter Pears, och är baserad på Shakespeares pjäs med samma namn. Operan uruppfördes den 11 juni 1960 vid Aldeburgh Festival med Britten som dirigent och scenografi och kostymer utförda av Carl Toms. Stilistiskt sett är verket typiskt för Britten med en högst individuell ljudvärld – varken påfallande dissonant eller atonal, men fylld av subtila atmosfäriska harmonier och tonmåleri. Rollen som älvkungen Oberon komponerades för countertenoren Alfred Deller. Ovanligt nog för Britten så innehåller inte operan en ledande roll för hans partner Pears, som istället gavs rollen som den komiska Flöjt/Thisbe.

## Bakgrund
I manuskriptet till Shakespeares pjäs finns anvisningar om sånger, fanfarer och andra musikeffekter. Under engelska restaurationen uppfördes de flesta Shakespearestycken som maskspel (masques) med sång- och dansinlagor, ibland med hela dansscener som ett slags sångspel. År 1692 komponerade Henry Purcell musiken till en anonym bearbetning av En midsommarnattsdröm som dock endast följer berättelsen i stora drag och där Shakespeares text är helt omdiktad. Med lika stor frihet förhöll man sig till titeln på pjäsen och under namnet The Fairy Queen höll sig verket kvar på repertoaren i flera decennier. När Britten bestämde sig för att skriva sin opera saknade han alltså inte förebilder. Men ändå ansågs det i England, i synnerhet under senare delen av 1900-talet, vara ett konstnärligt vågspel att utan omskrivningar tonsätta den "rena", endast förkortade Shakespearetexten.

## Historia

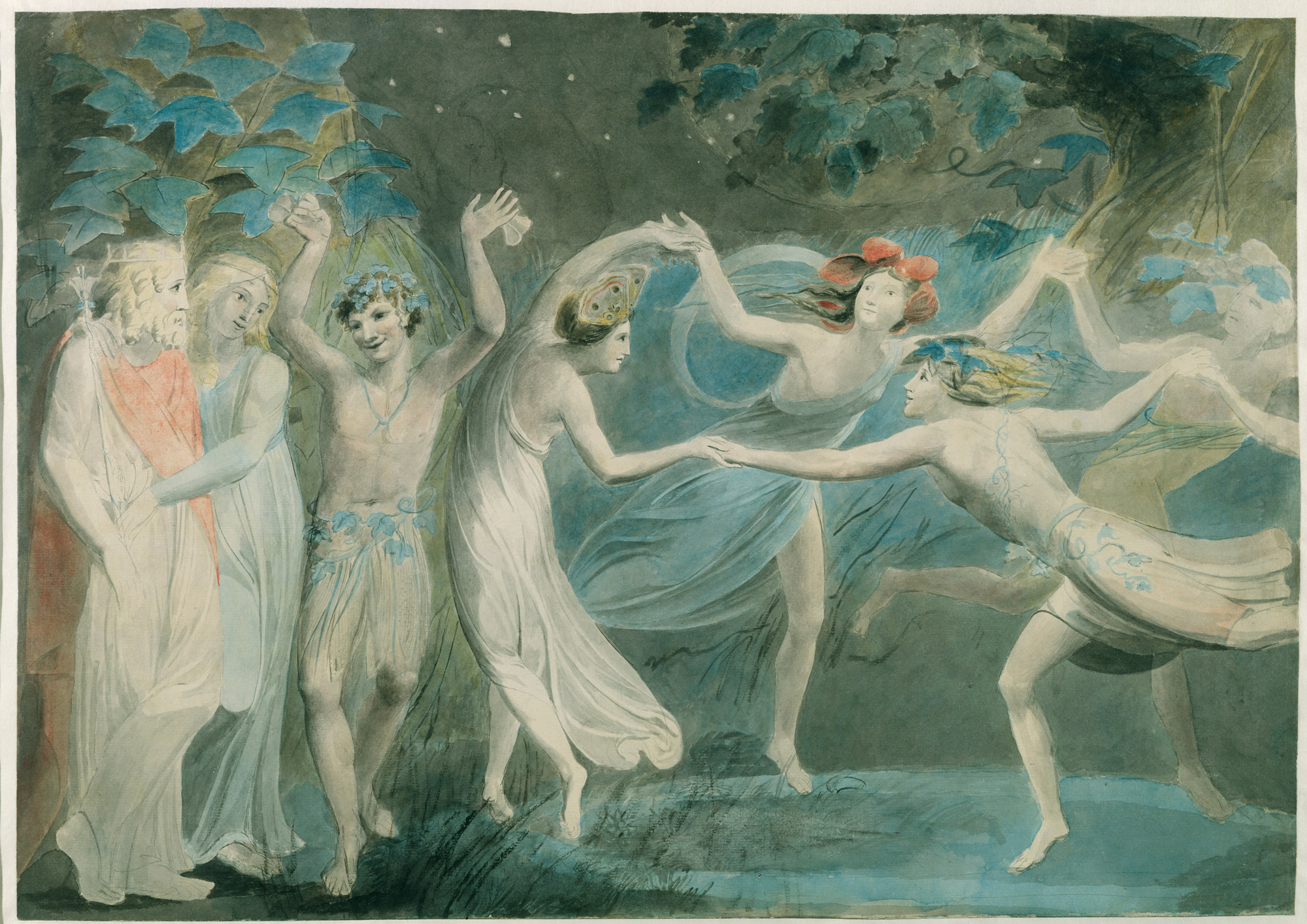
Oberon, Titania och Puck med dansande älvor. William Blake ca 1786

Jubilee Hall i Aldeburgh var platsen för den musikfestival, där de flesta av Brittens operor uruppfördes och spelades. Lokalen var i behov av renovering till ett ordentligt operahus med omklädningsrum, större scen, bredare orkesterdike och utökad salong. Till invigningen 1960 behövdes en stor opera och eftersom det var ont om tid valde Britten en där librettot redan förelåg klart: William Shakespeares komedi En midsommarnattsdröm. Tillsammans med sin livspartner Peter Pears bearbetade han texten. De beslöt att ta bort hela första hälften av pjäsen, så att operan börjar där älvorna kommer in i bilden. Den 18 augusti 1959 skrev Britten till countertenoren Alfred Deller, och frågade om han ville sjunga rollen som älvkungen Oberon. Deller svarade att han hade mycket liten scenvana men Pears övertygade honom att han var precis rätt man för rollen. Pears skulle sjunga den mindre rollen som hantverkaren Flöjt. 
Till påsken 1960 var Britten klar med musiken till operan men på grund av förseningar blev inte alla kopior klara i tid. Regissören John Cranko skulle öva med alla pojkar som skulle vara älvor men de fick inte sina noter förrän två veckor före premiären. Det var svår musik men de lyckades lära sig läxan till premiären. 

### Uppförandehistorik
Operan var färdig på sju månader och hann uppföras som planerat i Aldeburgh den 11 juni 1960 med Britten som dirigent och John Cranko som koreograf. I sin recension från premiären skrev den amerikanske musikkritikern Howard Taubman att partiturets orkesterfärger förmedlade en känsla av "stigande illusion" som aldrig falnade och fortsatte: 
Alla problem som Shakespeare fastställer har inte blivit lösta, men Mr Britten har åstadkommit så mycket att man med säkerhet torde kunna förutspå en stor vurm för hans senaste och gladaste opera.
En oliktänkade röst kom från Brittens forne samarbetspartner W. H. Auden. Efter att ha sett uppsättningen i London 1961 skrev Auden ett brev till poeten Stephen Spender vari han avfärdar operan som "Fruktansvärd! Rena Kensington".
Inom ett år spelades den över hela Europa där den blev Brittens mest omtyckta opera efter Peter Grimes. Den svenska premiären skedde den 19 april 1962 på Kungliga Operan i Stockholm.
I februari 1961 sattes operan upp på Covent Garden-operan. Regissören John Cranko byttes ut mot skådespelaren John Gielgud, och Georg Solti ersatte Britten som dirigent. Peter Pears roll sjöngs av John Langan och Oberons parti av Russell Oberlin. Att Deller inte skulle sjunga i fortsättningen kom som en oväntat chock för honom och orsakade en depression. Men efter premiären och de blandade recensionerna hade han skrivit till Britten och erkänt att hans medverkan och dåliga skådespelartalang inte gjorde operan rättvisa, och erbjöd därför Britten att ersätta honom om så var nödvändigt.

## Om operan
Britten skisserade karaktärerna i tre nivåer: hantverkarna fick folkliknande "enkel" musik, de älskande en mer romantisk ljudvärld och älvorna representerades av en väldigt eterisk värld. Nästa all handling utspelas i skogarna kring Athen och älvorna intar en mycket mer prominent plats i dramat. Hantverkarnas komiska framförande av Pyramus och Thisbe utförs i en högre dimension som en parodi på italiensk opera från 1800-talet. Thisbes klagan, ackompanjerad av tvärflöjt, är en parodi på "vansinnesarian" Il dolce suono från Donizettis "Lucia di Lammermoor".
Handlingen i opera följer pjäsen men med flera ändringar. Det mesta av Shakespeares akt 1 är struken och ersätts av skogens betydelse och närvaro, samt av älvorna. Redan i inledningen hörs stråkarna spela portamento och Oberons eteriska röst.
Britten ordnade rollgestalterna och instrumenten enligt en noggrant uppgjord klangplan. De båda kärleksparen erhöll de konventionella röstlägen sopran och tenor respektive mezzosopran och baryton (med ackompanjemang av träblåsinstrument och stråkar). De övernaturliga varelserna rör sig alla i högre register: älvorna är gossopraner och Titania, älvdrottningen, är koloratursopran (med ackompanjemang av harpor, cembalo, celesta och slagverk). Hantverkarna återfinns däremot (motsvarande deras sociala status) i de lägre registren med ackompanjemang av bleckblåsinstrument och fagott.
I övergången från skogen till hovet (akt III) finns teman som är baserade på tolvtonsserier, även mellanspelet som bygger på ett jaktmotiv. Den stämningsfulla sömnmusiken som inleder operan är baserad på fyra enkla ackord ur en tolvtonsserie som efter hand utvecklas och varieras. Natt-temat för tankarna till Brittens Nocturne för tenorstämma och orkester från 1958, som avslutas med en sonett av Shakespeare. Musiken består av en serie glissandoackord, som ska symbolisera skogens vaknande. Ackorden häver och sjunker som en andhämtning eller en flämtning.

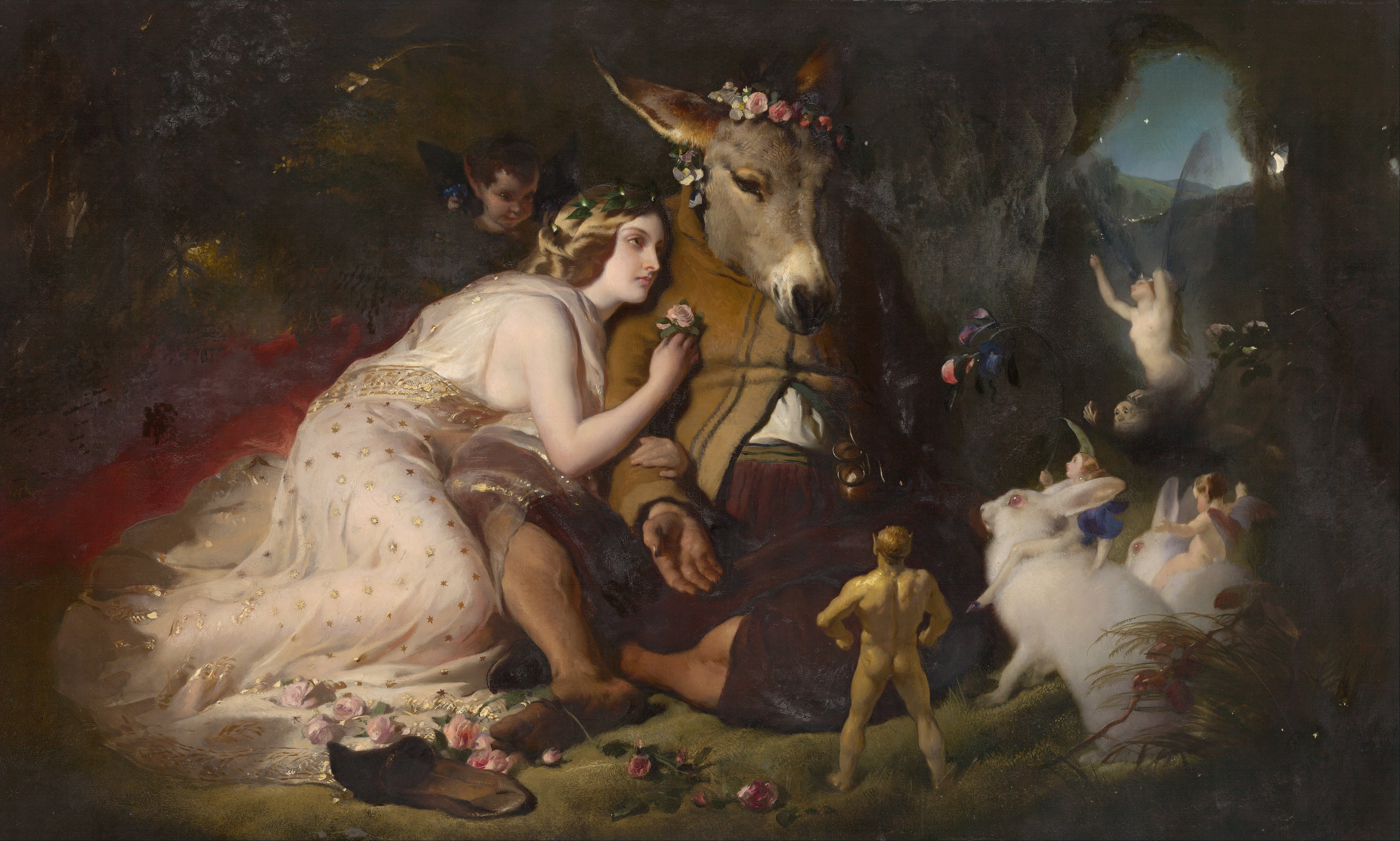
Titania och Bottom med åsnehuvud, målning av Edwin Landseer ca 1850.

Operan inleds med en kör, "Over hill, over dale" sjungen av Tytanias uppvaktande älvor och spelade av gossopraner. Andra höjdpunkter är 
Oberons svulstiga – den exotiska celestan är särskilt noterbar – aria "I know a bank" (inspirerad av Purcells "Sweeter than roses", vilken Britten tidigare hade arrangerat för Pears att sjunga), Tytanias likafullt svulstiga "Come now, a roundel", körens energiska "You spotted snakes", den muntra komedin Pyramus och Thisbe och finaltrion mellan Oberon, Tytania och kören.
Införandet av en kör bestående av älvgossar innebar att operan kom att handlar om renhet. Det är dessa unga älvor som så småningom kommer kväsa den älskande kvartettens amorösa aktiviteter då de sjunger en vacker melodi på de tre "motto-ackorden" (även de fyra "magiska" ackorden) i andra akten: "Jack shall have Jill/Naught shall go ill/The man shall have his mare again/And all shall be well." När det sjungs av gossar kan det framstå som om ironin försvinner och det representerar en idealiserad syn av ett paradis av oskuld och renhet som Britten tycks ha varit uppfylld av hela sitt liv.
Britten för även fram pjäsens centrala motiv: kärlekens dårskap. Kuriöst nog tar han pjäsens enda groteska relation (det mellan Tytania och Bottom) och placerar det i operans mitt (i mitten av akt 2). Kvinnorna i Brittens operor tenderar att dra åt det extrema, antingen är de rovdjur eller sårbara offer, men Tytania är en blandning; hon dominerar över Bottom, men blir själv dominerad av Oberon och Puck, det par som vanligtvis anses äga makt i pjäsen. Deras elaka upptåg dämpar slutligen henens koloratur, som ända fram till hon blir fri från kärleksdryckens kraft är förskräckligt svår att sjunga.
Britten parodierade också operans konventioner i mindre uppenbara sätt än i Pyramus och Thisbe. Liksom många operor börjar En midsommarnattsdröm med en kör, men det är en kör av otämjda gossröster, sjungna i samklang. Efter det följer primadonnans och den manliga huvudrollens entré, som är så långt bort som det går från Wagners hjältetenor och så nära som det är möjligt att komma till Händels kastratsångare.: "Det ljuder en stämning av barockfantasi i musiken." Brittens behandling av Puck innebär också parodi. Inom operan sjungs traditionellt hjältens medhjälpare av barytoner, men här återfinns en tonåring som talar snarare än sjunger.

### Oberon
Älvkungen Oberon är i sin egenskap av övernaturligt väsen, varken man eller kvinna, och Britten har därför skrivit partiet för en countertenor (manlig alt) och ger därigenom stycket en lätt barockkänsla. Det var väldigt ovanligt inom operakonstan att huvudrollen sjöngs av en countertenor och rollen skrevs direkt för Alfred Deller, vars röst hade ett lågt omfångsregister jämfört med mer moderna countertenorer. Oberons musik kräver nästan aldrig att countertenoren samtidigt behöver sjunga på toppen av sitt omfång och forte.
Genom hela operan karaktäriseras han musikaliskt av celesta och harpa, och hans sång uttrycks genom melismer i tonarten Ess-dur. Hans tema består av stora sekunder och skiftar mellan oförenliga tonarter (Ess-dur och e-moll). Tippett beskrev Deller sång såsom "uttryckande inga känslosamma ovidkommande saker som kunde få oss att glömma musikens absoluta rena kvalitet". Britten kan ha velat att Oberon skulle låta så omänsklig som möjligt och att han gjorde Oberons olik vad gäller hans sexualitet - som en sorts Peter Pan som aldrig når puberteten.

### Puck
Puck (eller Robin Goodfellow) är den förste individen som dyker upp i operan och pjäsen. Britten beskrev honom som "totalt omoralisk och ändå oskuldsfull". Han sjunger inte utan hans ord ska talas rytmiskt av en pojke med akrobatisk talang. När Britten befann sig i Stockholm såg han några barnskådespelare med otrolig vighet och mimtalang. Han insåg då att på det sättet skulle Puck framställas. Britten specificerar inte vilken ålder Puck har. I originaluppsättningen och senare uppsättningar som Britten övervakade spelades rollen av en tonåring med målbrottsröst. Detta indikerar att Britten tänkte sig att Puck just har passerat puberteten, en ålder då många pojkar är oförmögna att sjunga rent eftersom deras röster är på väg ner i ett lägre register. Puck ledsagas av instrumenten trumpet och virveltrumma. I traditionell opera brukar hjälten sjungas av en tenor och hans kompanjon av en baryton. Britten vände helt upp och ned på konceptet genom att låta hjälten Oberon sjungas av en countertenor, och hans medföljare Puck av tonårspojke som talar mer än han sjunger.

## Personer

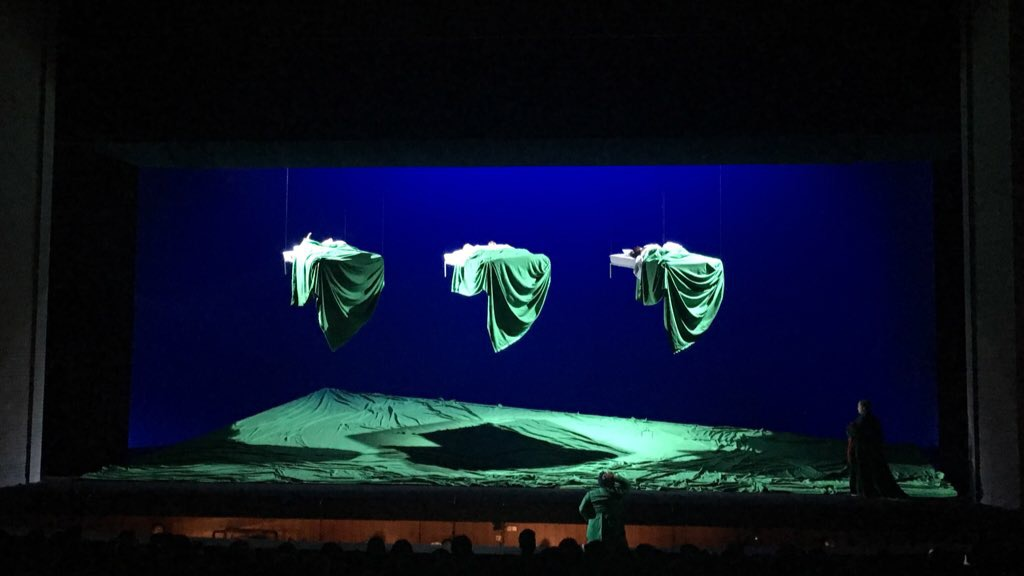
Från Pekings 19:e Musikfestival 2016: Brittens En midsommarnattsdröm.

| Roller                           | Röstläge        | Premiärbesättning 11 juni 1960 Dirigent: Benjamin Britten Regissör: John Cranko | Svensk premiärbesättning 19 april 1962 Dirigent: Michael Gielen Regissör: Göran Gentele |
| -------------------------------- | --------------- | ------------------------------------------------------------------------------- | --------------------------------------------------------------------------------------- |
| Oberon, Älvornas konung          | countertenor    | Alfred Deller                                                                   | Margot Rödin                                                                            |
| Tytania, Älvornas drottning      | koloratursopran | Jennifer Vyvyan                                                                 | Birgit Nordin                                                                           |
| Puck                             | Talroll         | Lorca Massine (as "Leonide Massine II")                                         | Catharina Ericson                                                                       |
| Spindelväv                       | Gossopran       | Kevin Platts                                                                    | Busk Margit Jonsson                                                                     |
| Senapskorn                       | Gossopran       | Robert McCutcheon                                                               | Sonja Norin                                                                             |
| Mal                              | Gossopran       | Barry Ferguson                                                                  | Gunilla Slättegård                                                                      |
| Ärtblomma                        | Gossopran       | Michael Bauer                                                                   | Elisabet Sundström                                                                      |
| Lysander                         | tenor           | George Maran                                                                    | Arne Hendriksen                                                                         |
| Demetrius                        | baryton         | Thomas Hemsley                                                                  | Bo Lundborg                                                                             |
| Hermia, förälskad i Lysander     | mezzosopran     | Marjorie Thomas                                                                 | Barbro Ericson                                                                          |
| Helena, förälskad i Demetrius    | sopran          | April Cantelo                                                                   | Elisabeth Söderström                                                                    |
| Theseus, hertig av Athen         | bas             | Forbes Robinson                                                                 | Erik Sundquist                                                                          |
| Hippolyta, Amazonernas drottning | kontraalt       | Johanna Peters                                                                  | Margareta Bergström                                                                     |
| Botten, en vävare                | basbaryton      | Owen Brannigan                                                                  | Arne Tyrén                                                                              |
| Kvist, en snickare               | bas             | Norman Lumsden                                                                  | Sven Nilsson                                                                            |
| Flöjt, en bälgmakare             | tenor           | Peter Pears                                                                     | Sven-Erik Vikström                                                                      |
| Snugg, en timmerman              | bas             | David Kelly                                                                     | Martti Talvela                                                                          |
| Snut, en smed                    | tenor           | Edward Byles                                                                    | Arne Ohlson                                                                             |
| Mager, en skräddare              | baryton         | Joseph Ward                                                                     | Carl-Axel Hallgren                                                                      |

## Instrumentation
- Träblåsinstrument: 2 tvärflöjter (2:a dubblerar på piccolaflöjt), oboe (med engelskt horn), 2 klarinetter, fagott
- Bleckblåsinstrument: 2 valthorn, trumpet i D, trombon
- Slagverk (2 spelare): timpani, triangel, cymbaler, tamburin, gong, 2 träblock, vibrafon, klockspel, xylofon, tamburo, virveltrumma, tenortrumma, bastrumma, 2 klockor
- 2 harpor, cembalo (celesta), stråkinstrument (minimum: 4.2.2.2.2)
- Scenmusik: Blockflöjter, cymbaler, 2 träblock

## Handling
Akt I

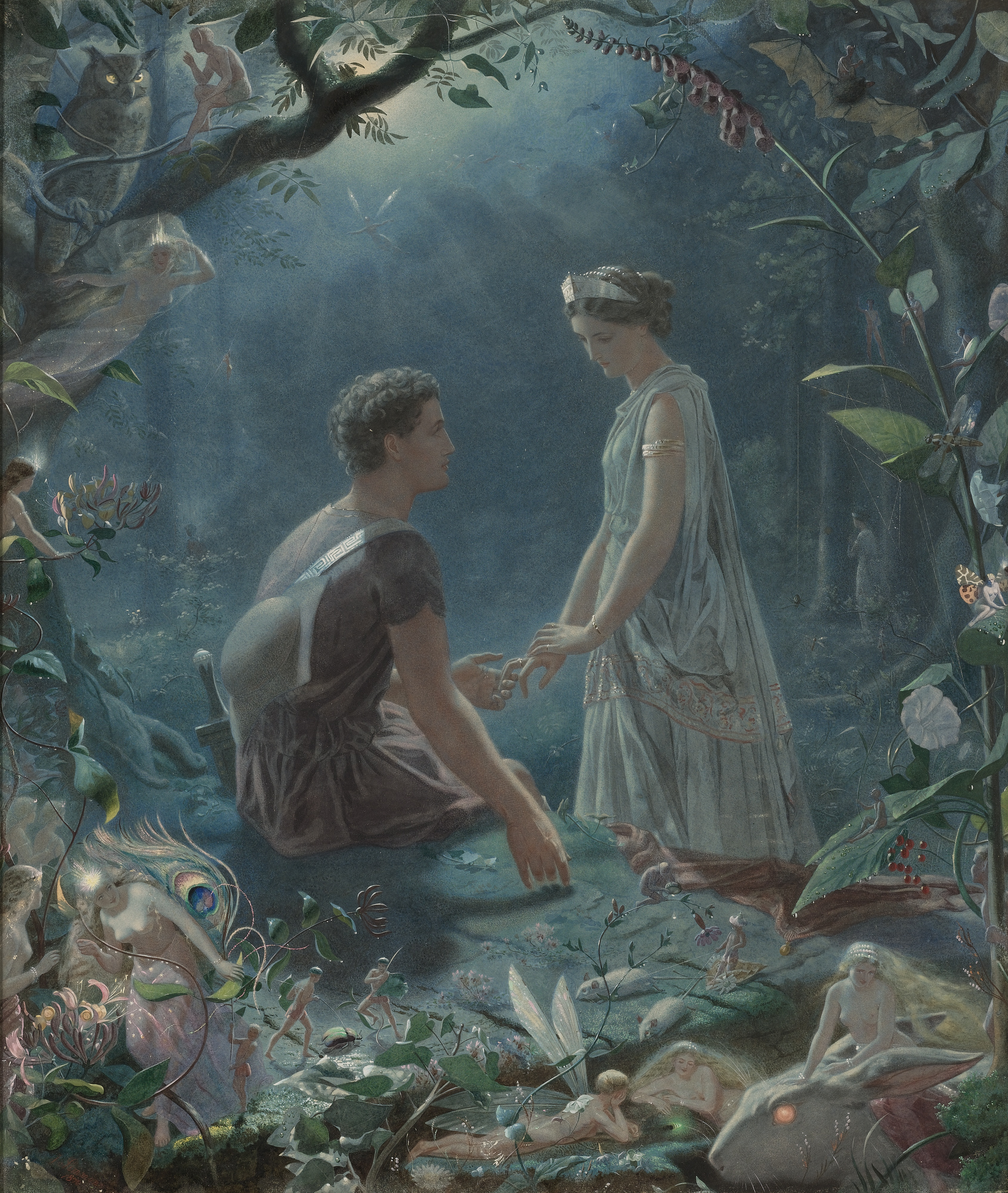
Lysander och Hermia

Skogen utanför Athen, djup skymning. Älvriket är i uppror: Kungaparet träter. Tytania, älvdrottningen , vägrar lämna ut en indisk ädlingason till Oberon. För att straffa Tytania befaller älvkungen Puck att skaffa fram en trollblomma, vars saft, om den droppas i ögonen gör att personen förälskar sig i den första som ögat skådar. Atenska hantverkare träffas i skogen. De vill försöka sig på något nytt inom konsten och själva skriva och iscensätta ett teaterstycke till hertigens bröllop. Hermia har tillsammans med Lysander flytt från Athen för att inte tvingas äkta Demetrius. Denne är henne emellertid på spåren tätt följd av Helena, som älskar Demetrius. Oberon befaller Puck att droppa växtsaften i Demetrius ögon, så att denne blir förälskad i Helena. Men Puck misstar Lysander för Demetrius och förtrollar honom. Den första som Lysander ser är Helena, som han förälskar sig i och han lämnar Hermia. Älvorna försöker lugna Tytania. Oberon droppar själv trollsaften i sin uppstudsiga gemåls ögon.
Akt II
I skogen. Natt. Hantverkarna repeterar sitt teaterstycke, inte långt från den sovande Tytanias nattläger. Puck, som är förargad över de godmodiga hantverkarna och håller dem för narrar, låter spelledaren, Botten vävare, få åsnehuvud. De övriga flyr förskräckta därifrån. Tytania vaknar och hennes blick faller på den åsnehövdade vävaren. Hon blir förälskad i honom. Oberon upptäcker vilken förvirring Puck har ställt till med bland de unga atenarna. Han griper in för att ställa allt till rätta och droppar nu saften i ögonen på Demestrius, som förälskar sig i Helena. Lysander och Demetrius hamnar i fejd om den tidigare försmådda Helena, vill inte längre veta av den tidigare så eftertraktade Hermia. Oberon befaller nu Puck att jaga de fyra älskande genom skogen tills de blir utmattade.
Akt III
I skogen. Tidigt på morgonen. Oberon befriar Tytania från hennes inbillade förälskelse. Vävaren återfår sin mänskliga skepnad. Kärleksparen uppfattar nattens tilldragelser som en dröm och förenas i den rätta konstellationen: Lysander och Hermia, Demtrius och Helena. I Theseus palats finner hantverkarna vävaren. Theseus och Hippolytas bröllop äger rum. Hertigen ger de förrymda kärleksparen tillstånd att gifta sig. Hantverkarna får nu uppföra sitt teaterstycke. Älvkungaparet, som nu har försonats, gratulerar det atenska hertigparet.

## Diskografi (urval)
- A Midsummer Night's Dream. Deller, Harwood, Harper, Veasey, Watts, Shirley-Quirk, Brannigan. Downside and Emanuel School Choir. London Symphony Orchestra. Kompositören dirigent. Decca (ADD) 425 663-2. 2 cd.[13]

Det finns många inspelningar av operan tillgängliga, inklusive två dirigerade av kompositören själv; en liveinspelning från premiären 1960 med originalbesättningen, samt en studioinspelning från 1967 med några av originalrösterna såsom Deller som Oberon, Owen Brannigan som Bottom och Peter Pears som avancerat från Flöjt till Lysander. I den inspelningen har viss musik från de älskandes uppvaknande i akt 3 strukits.